# Provincia Mila
Provincia Mila (în arabă  ولاية ميلة) este o unitate administrativă de gradul I (wilaya) a Algeriei. Reședința sa este orașul Mila.